# Elusa leucoplaga
Elusa leucoplaga är en fjärilsart som beskrevs av W. Warren 1913. Elusa leucoplaga ingår i släktet Elusa och familjen nattflyn. Inga underarter finns listade i Catalogue of Life.